# Alice Calhoun

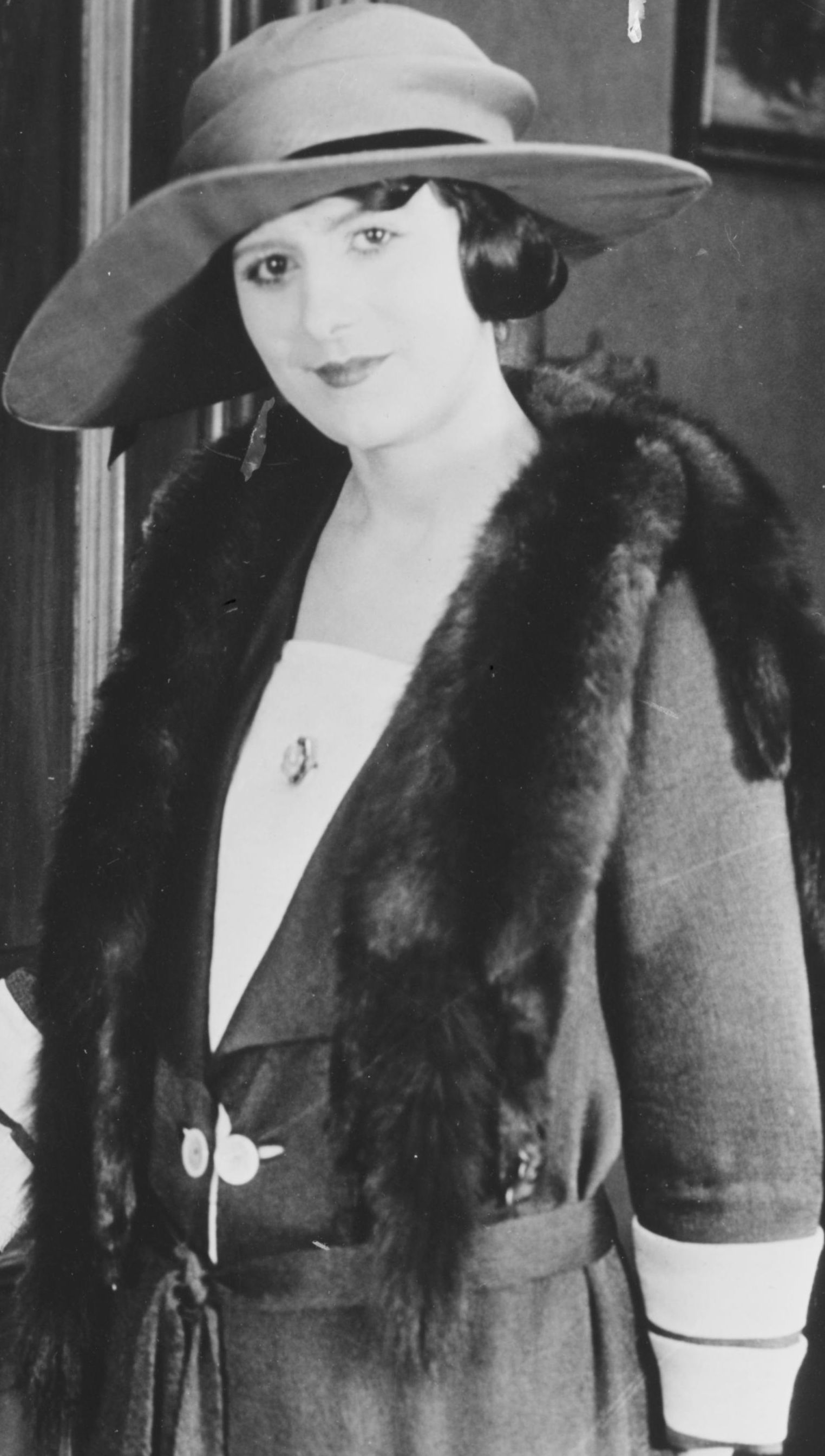
Alice Calhoun (1921)

Alice Beatrice Calhoun (* 21. November 1900 in Cleveland, Ohio; † 3. Juni 1966 in Los Angeles, Kalifornien) war eine US-amerikanische Schauspielerin der Stummfilmära.

## Leben
Alice Calhoun wuchs als eines von zwei Geschwistern in ihrer Geburtsstadt Cleveland auf. Im Alter von 18 Jahren erhielt sie ihre erste, nicht im Abspann genannte Filmrolle und stand fortan bei Vitagraph in New York unter Vertrag. Nachdem die Filmgesellschaft ihren Standort nach Hollywood wechselte zog Calhoun mit ihr um.
Den Höhepunkt ihrer Karriere hatte Calhoun in den 1920er-Jahren. Mehrere ihrer frühen Filme sind verschollen oder wurden in der Zwischenzeit zerstört. Bis 1929 war sie meistens in Hauptrollen oder wichtigen Nebenrollen zu sehen. Wie viele Stars der damaligen Zeit konnte Calhoun jedoch nach Einführung des Tonfilms nicht als erfolgreiche Schauspielerin halten. Sie spielte nur noch eine einzige kleine im 1934 erschienenen Drama Now I’ll Tell. Anschließend beendete sie ihre Karriere nach insgesamt 48 Filmen.
Im Mai 1926 heiratete Calhoun den aus Los Angeles stammenden Rechtsanwalt Mendel Silberberg, der jedoch die Ehe nach einer Affäre seiner Frau bereits im Juli desselben Jahres wieder annullieren ließ. Im Dezember 1926 heiratete Calhoun Max Chotiner, mit dem sie eine Reihe von Kinos in Los Angeles betrieb. Diese Ehe wurde 1938 ebenfalls geschieden. Zu einem späteren Zeitpunkt heiratete das Paar erneut und blieb bis zu Calhouns Tod zusammen.
Alice Calhoun lebte weiterhin in Los Angeles, wo sie am 3. Juni 1966 im Alter von 65 Jahren an einer Krebserkrankung starb. Sie wurde auf dem Forest Lawn Memorial Park bestattet. Max Chotimer überlebte sie um drei Jahre und wurde an ihrer Seite beigesetzt. Für ihre Verdienste um die Filmindustrie erhielt Calhoun einen Stern auf dem Hollywood Walk of Fame auf Höhe des 6800 Hollywood Boulevard.

## Filmografie (Auswahl)
- 1918: The Dream Lady
- 1920: Deadline at Eleven (Film verschollen oder zerstört)
- 1922: The Little Minister (Film verschollen oder zerstört)
- 1922: Little Wildcat
- 1924: Fließendes Gold (Flowing Gold)
- 1924: Between Friends
- 1925: The Man on the Box
- 1926: A Hero of the Big Snows
- 1926: Flying High
- 1927: The Isle of Forgotten Women
- 1927: The Flag: A Story Inspired by the Tradition of Betsy Ross
- 1927: In the First Degree
- 1934: Now I’ll Tell